# Isotoner
Isotoner (Изотоне́р) — торговая марка, принадлежит Totes Isotoner SAS. Штабквартира находится в США, Европейский офис во Франции. Под брендом Isotoner производятся перчатки, зонты, домашняя обувь и другие аксессуары.

## История
В 1880 году в городке Сен-Мартен Valmeroux Франция основана компания по производству элитных кожаных перчаток Aris Glove Company. Немного позднее открылся офис в Париже и отделение в Нью-Йорке. В середине 20-го столетия компания имела огромный успех на рынке. В числе поклонников марки были Джон Кеннеди, Королева Англии Елизавета, Ла Каллас, Пэт Никсон. В 1970 году компания разработала перчатки из нейлона/спандекса с отделкой из натуральной кожи. На рынок эти перчатки были выпущены под именем Isotoner (комбинация от слов isometric и toning). Продажи перчаток Isotoner были крупным успехом, после которого компания изменила название на ARIS"ISOTONER Incorporated. После успешных продаж перчаток под брендом Isotoner на рынок были выведены другие категории аксессуаров. В 1997 году Isotoner и Totes (американский лидер по производству зонтов и других товаров для непогоды) объединились для создания TOTES"ISOTONER Corporation. По последнему опросу Women's Wear Daily top 100 бренды Isotoner и Totes входят в первую десятку наиболее широко признанных брендов аксессуаров.